# Karl-Hans Riehm
Karl-Hans Riehm (ur. 31 maja 1951 w Konz) – niemiecki lekkoatleta, młociarz. Trzykrotny olimpijczyk (1972, 1976, 1984).

## Sukcesy
- czterokrotne ustanowienie rekordu świata (w tym trzykrotnie podczas jednych zawodów w maju 1975)
- 1. miejsce na Pucharze świata (Düsseldorf 1977, podczas dwóch następnych edycji Riehm zajmował 2. miejsce)
- 3 zwycięstwa z rzędu podczas Pucharu Europy (1975, 1977 oraz 1979)
- najlepsze wyniki na listach światowych (1977 & 1978)
- brązowy medal Mistrzostw Europy w Lekkoatletyce (Praga 1978)
- 3. miejsce w pucharze narodów (Tokio 1978)
- srebro igrzysk olimpijskich (Los Angeles 1984)
- 10 złotych medali podczas mistrzostw Niemiec

## Rekordy życiowe
- Rzut młotem – 80.80 (1980)